# Walter Linse
Pour les articles homonymes, voir Linse.
Walter Linse (Chemnitz, 23 août 1903 — Moscou, 15 décembre 1953) est un avocat d’Allemagne de l'Ouest qui, avec le Dr Theo Friedlander, révélait les violations des droits de l'homme commis dans la zone soviétique. Le 8 juillet 1952, des agents secrets d'Allemagne de l'Est l'enlevèrent et le livrèrent au KGB. En dépit d'une pétition signée par 20 000 citoyens de Berlin et l'appel public du Chancelier de la République fédérale d'Allemagne Konrad Adenauer pour sa libération, le Dr Linse a été exécuté à Moscou le 15 décembre 1953 sur « accusation d'espionnage ». Cet événement conduisit un groupe d'avocats à fonder une organisation vouée à la défense de droits de l'homme qui agirait sur le plan légal. Sa conférence inaugurale fut convoquée en 1952,.
La Commission internationale de juristes fut fondée en sa mémoire.